# Posebna vzgoja
Posebna vzgoja (srbsko Посебан третман, translit. Poseban tretman) je jugoslovanski dramski film iz leta 1980, ki ga je režiral Goran Paskaljević in zanj napisal tudi scenarij skupaj z Filipom Davidom in Dušanom Kovačevićem. V glavnih vlogah nastopajo Ljuba Tadić, Danilo Stojković, Dušica Žegarac, Milena Dravić in Milan Srdoč. Zgodba prikazuje bolnišnični oddelek za obvezno zdravljenje alkoholizma dr. Ilića (Tadić), v katerem na šestih pacientih preizkuša lastno zdravljenje, ki vključuje telovadbo, prehranjevanje z jabolki, zdravilne učinke Wagnerjeve glasbe in psihodramo.
Film je bil premierno prikazan 29. januarja 1980 v jugoslovanskih kinematografih in je naletel na dobre ocene kritikov. Na Puljskem filmskem festivalu je osvojil zlati areni za režijo (Paskaljević) in glavno žensko vlogo (Žegarac). Na Filmskem festivalu v Cannesu je bil nominiran za glavno nagrado zlata palma, osvojil pa nagrado za najboljšo žensko stransko vlogo (Dravić), nominiran je bil tudi za zlati globus za najboljši tujejezični film. Bil je jugoslovanski kandidat za oskarja za najboljši mednarodni celovečerni film na 52. podelitvi, toda ni prišel v ožji izbor.

## Vloge
- Ljuba Tadić kot dr. Ilić
- Danilo Stojković kot Steva
- Dušica Žegarac kot Jelena
- Milena Dravić kot Kaća
- Milan Srdoč kot Čeda
- Petar Kralj kot Marko
- Radmila Živković kot Mila
- Bora Todorović kot Rade
- Predrag Bijelić kot Dejan
- Bata Živojinović kot direktor
- Pavle Vuisić kot direktorjev oče
- Dušan Janićijević kot prijatelj
- Danilo Lazović kot Ćira